# Ugochukwu Iwu
Ugochukwu Christus Iwu (armenisch Ուգոչուկվու Քրիստուս Իվու; * 28. November 1999 in Jos) ist ein nigerianisch-armenischer Fußballspieler.

## Karriere

### Verein
Von 2018 bis 2020 spielte Iwu beim FC Lori Wanadsor. Zwischen 2019 und 2020 war er Leihspieler bei FC Pjunik Jerewan. Im Sommer 2020 wechselte er zum FC Urartu Jerewan.

### Nationalmannschaft
Iwu debütierte am 25. März 2023 in der UEFA Euro 2024-Qualifikation gegen die Türkei. Er spielte während des gesamten Spiels.

## Privates
Am 20. März 2023 hat Ugochukwu Iwu die armenische Staatsbürgerschaft erhalten, wodurch er für die armenische Nationalmannschaft spielen konnte.